# (38087) 1999 JN
1999 جاي أن (ويعرف أيضًا باسم (38087) 1999 جاي أن وفق تسمية الكوكب الصغير) (بالإنجليزية: 1999 JN)‏ هو كويكب ضمن حزام الكويكبات؛ وترتيبه 38087 من حيث الاكتشاف.
اكتُشف هذا الجُرم الفلكي بواسطة تيتسوؤو كاغاوا في 6 مايو 1999.

## وصلات خارجية
- (38087) 1999 JN في قاعدة بيانات مختبر الدفع النفاث لأجرام النظام الشمسي الصغيرة

- الاكتشاف · مخطط المدار ·  العناصر المدارية · المعلمات المادية

- (38087) 1999 JN على موقع ويكي سكاي: DSS2, SDSS, GALEX, IRAS, Hydrogen α, X-Ray, Astrophoto, Sky Map, Articles and images